# Montevil
Montevil es un barrio del distrito sur de la ciudad asturiana de Gijón, España.

## Población
En 2018 el barrio contaba con 8 729 habitantes, siendo el undécimo barrio más poblado de la ciudad y el tercero de su distrito.

## Ubicación y comunicaciones
Montevil está en la zona central del distrito sur de la ciudad, distrito que comparte con otros 8 barrios.
Es un barrio pequeño, vagamente rectangular aunque bastante irregular. Sus límites están muy acondicionados por la juventud del barrio, puesto que surgen de los espacios dejados por los barrios de Pumarín y Roces. Son: 
- Norte: barrio de Pumarín por la calle Ramón Areces.
- Este: barrio de Contrueces separado por la calle Irene Fernández Perera.
- Sur: barrio de Roces mediante la calle de les Cigarreres.
- Oeste: barrio de Nuevo Gijón por la avenida de la Constitución.

Su principal eje de comunicación es oeste-este y es la calle Velázquez, de cuatro carriles de circulación y carril bici. Hay otro eje norte sur, la carretera Carbonera, juntándose ambas calles en la plaza Juan Ángel Rubio Ballesta. Por autobús el barrio dispone de las líneas de EMTUSA 2, 12, 20, 24 y la línea nocturna Búho 3. Las líneas principales son la 2 y 12.

## Historia
Montevil es, tras Nuevo Roces y Viesques, uno de los barrios más jóvenes de la ciudad. Se construyó sobre terrenos que antiguamente pertenecían a Contrueces, Pumarín y Roces, los cuales estuvieron prácticamente libres de edificaciones hasta la creación del actual barrio. De hecho, a comienzos del siglo xxi estos terrenos aún estaban ocupados por vaquerías, prados, viviendas unifamiliares, instalaciones industriales y pequeñas huertas. En épocas anteriores en la zona había matorrales, huertos y prados comunales en los que pastaba el ganado y donde los pescadores iban a buscar cortezas de árboles para teñir sus redes.
El barrio de Montevil tiene sus orígenes en la publicación en 1999 del Plan General de Ordenación, donde se definió la construcción de una supermanzana de 669.000 m², con capacidad para 4.200 viviendas y que incluía amplias zonas verdes como característica principal (un 25% de su superficie). Más adelante, la adecuación del barrio la llevó Sogepsa, empresa mixta que también desarrolló el barrio de Nuevo Roces. Los edificios se construyeron entre el año 2000 y el 2007 aproximadamente, de tal manera que la crisis de 2008 no afectó apenas a la urbanización total del barrio.

## Equipamientos
Las instalaciones públicas que más destacan dentro del barrio son sus zonas verdes, en especial los parques de: Antonio Ortega, el de mayor tamaño, Patricio Adúriz Pérez, con zonas infantiles y parque Vicente Ferrer, que incluye un pequeño estanque.
El barrio está rodeado de equipamientos de toda clase, algunos con su nombre como el IES Montevil, ubicado sin embargo en Pumarín. Dentro del mismo destaca el campo de fútbol municipal La Llosa, donde juega de local el C.D Montevil. 